# Mahmut II (Ottomanen)
Mahmut II (Istanboel, 20 juli 1785 – aldaar, 1 juli 1839) was de 30e sultan van het Osmaanse Rijk. Hij volgde in 1808 zijn broer Mustafa IV op.
Hij staat bekend om zijn belangrijke hervormingen. Één daarvan is de invoering van de fez voor ambtenaren. Ook werd er voortaan een pantalon gedragen door ambtenaren. 
Tevergeefs probeerde hij de macht van zijn rijk te versterken. Hij leed tussen 1806 en 1812 een nederlaag tegen Rusland en moest enkele gebieden in Klein-Azië afstaan. De Grieken kwamen tijdens zijn regering in opstand. Mahmut II riep de hulp in van Mohamed Ali, maar kon niet vermijden dat de Grieken zich in 1827 onafhankelijk verklaarden na de zeeslag om Navarino. De Sultan erkende die onafhankelijkheid pas na tussenkomst van Fransen, Britten en Russen. 
De opstand van de Grieken heeft het Ottomaanse rijk sterk verzwakt. De ontevredenheid van de Grieken tegen het verzwakte Ottomaanse rijk was zeer groot. Vele moegetergde boeren vluchtten de bergen in als hun dorp geplunderd werd of een Turks garnizoen moest herbergen. In onherbergzame gebieden hielden deze «kleften» (κλέφτες, eigenlijk «rovers») stand als ondergrondse strijders voor de vrijheid. Het streven van de Grieken om los te komen van het in ontbinding verkerende Turkse rijk werd door de grote mogendheden besproken in 1815 op het Congres van Wenen, maar Engeland voelde er niet veel voor, omdat het de veroverde Ionische eilanden voor zichzelf wenste te behouden.
De drang naar onafhankelijkheid en de propaganda van de geheime genootschappen hadden succes: in 1821 brak de opstand tegen de Turken uit. Maar al spoedig begon de tegenslag en wel door de komst van Ibrahim Pasja, de veldheer van Mehmed Ali van Egypte, die de sultan te hulp snelde. Met bloeddorstige wreedheid onderwierp hij verscheidene eilanden: op Chios werden 23.000 mensen vermoord («le massacre de Scio»). Hij veroverde de Peloponnesos en drong door tot Midden-Griekenland. In 1826 vielen Athene en de sterke vesting Mesolóngion hem in handen. De Griekse opstand was in bloed gesmoord, het land verwoest.
Ondertussen had echter de publieke opinie in Europa partij gekozen voor de Grieken; de genootschappen van filhellenen stuurden geld, wapens en vrijwilligers. Ze verafschuwden de Turkse moordpartijen op de Grieken, die ze als afstammelingen van de helden van Marathon en Thermopylai beschouwden.
De bekendste filhelleen was de Engelse dichter Lord Byron (1788-1824), die zich, na een zwerversleven door Europa, in 1824 als vrijwilliger meldde in het belegerde Mesolongi, waar hij drie maanden later aan de malaria bezweek.
In 1827 keerde alles ten nadele van Turkije: Rusland, Frankrijk en Engeland grepen in. Hun vloot bracht de Turks-Egyptische de nederlaag toe bij Navarínon, op de westkust van de Peloponnesos ten noorden van Pylos. De Turken werden verdreven uit de Pelopónnesos en Midden-Griekenland. Dit bevrijde gebied werd een republiek met Ioannis Kapodistrias als president.
Mohamed Ali`s vloot werd ook grotendeels vernietigd. Deze eiste compensatie maar kreeg die niet. Daarop bezette hij dan maar Syrië en raakte zodoende zelfs in oorlog met de sultan. Dit alles verrichtte hij zonder zich formeel af te scheiden van het Ottomaanse rijk.
Zes jaar later moest Mahmut ten slotte Syrië wel afstaan aan Mohamed Ali nadat hij hem het gouverneurschap had geweigerd. Deze slag werd niet ver van de stad Konya uitgevochten. 
Dankzij de Russen werd Ali ervan weerhouden om in 1833 ook nog Constantinopel op te eisen. 
Mahmut legde ook de grondvesten voor de Tanzimat, de eerste bestuurlijke en politieke liberalisering in het Osmaanse Rijk. Hij reorganiseerde zijn leger en versloeg de Janitsaren, die zich tegen de vernieuwingen hadden verzet, in 1826. 
Mahmut stelde een ridderorde met daarop zijn portret, de Orde van het Verheven Portret in. 
Na zijn dood in 1839 werd hij opgevolgd door zijn zoon Abdülmecit.